# Der Wiener Tag

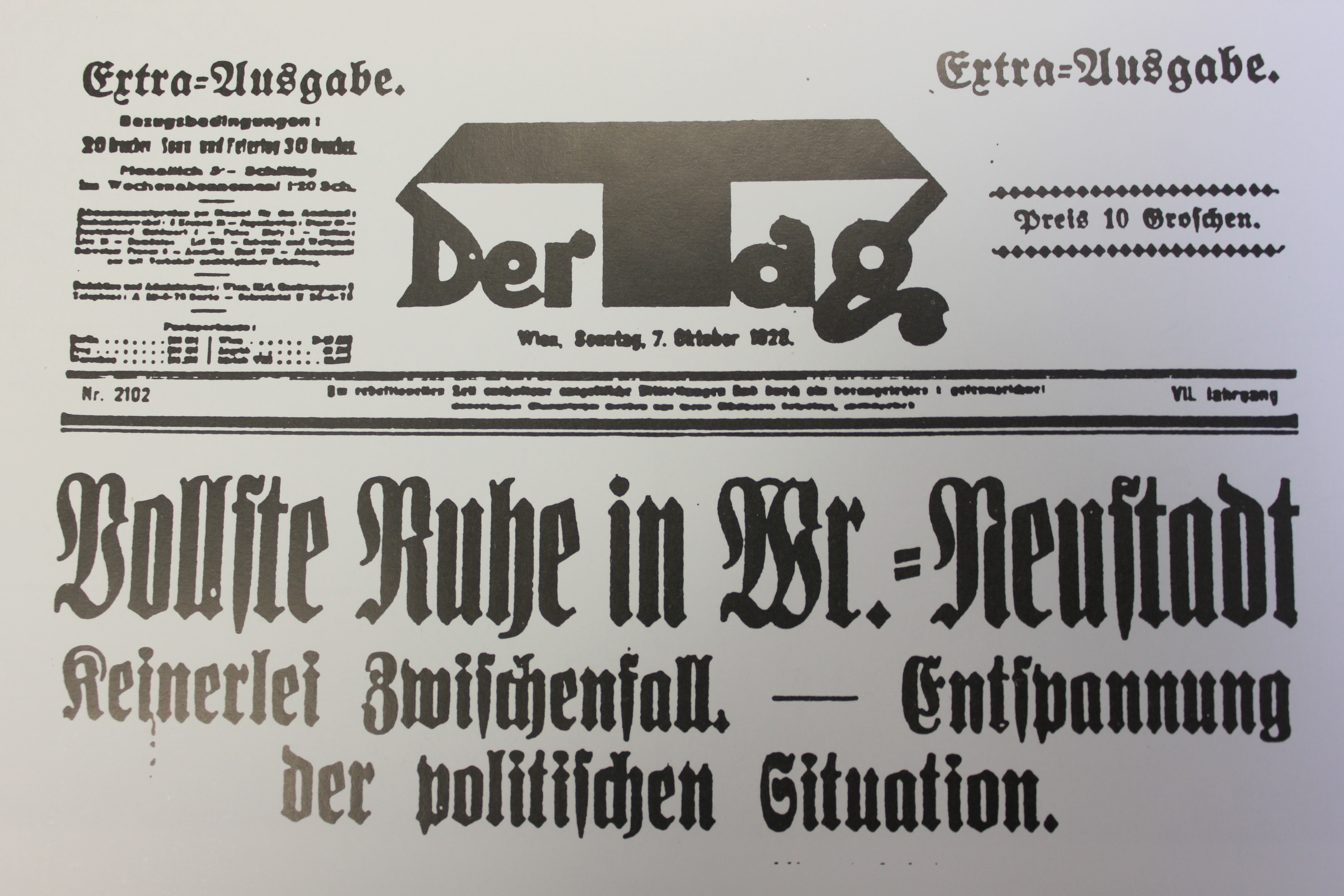
Der Tag. Extra-Ausgabe. 7. Okt. 1928. Zum: Aufmarsch der Heimwehr und des Schutzbundes in Wiener Neustadt

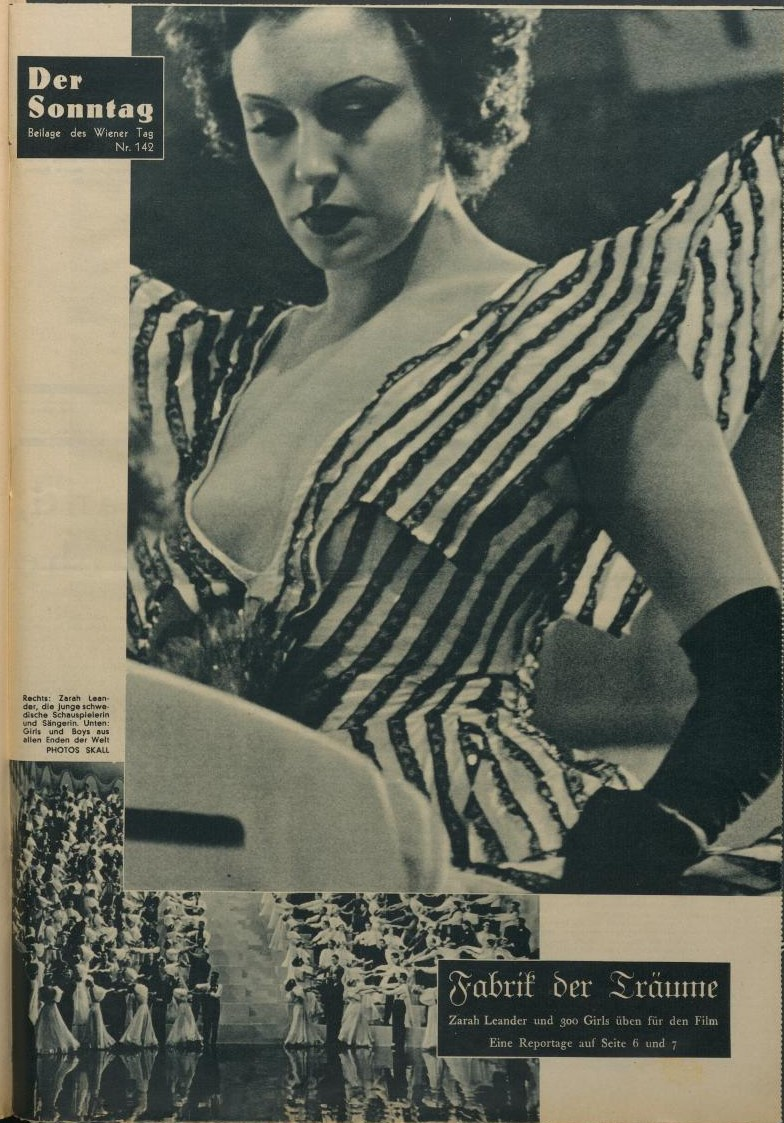
Beilage Der Sonntag (1936)

Der Wiener Tag war eine österreichische Tageszeitung, die 1922 am 25. November erstmals unter dem Namen Der Tag in Wien erschien, im Jahre 1930 am 1. Juli umbenannt und 1938 nach dem „Anschluss“ Österreichs verboten wurde.

## Geschichte
Die Zeitung erschien in Wien und wurde von dem Tag Verlag AG verlegt. Sie verfolgte eine linksliberale Linie und wandte sich an das liberale Bürgertum. Im Jahre 1937 betrug die Auflage etwa 50.000 Stück.
Die Redaktion hatte ihren Sitz in Wien, in der Canisiusgasse 8, die Zeitung wurde bei der Johann Nepomuk Vernay Druckerei- und Verlags AG gedruckt. Als Nebenausgaben der Zeitung wurden Die Stunde vom Kronos-Verlag und Der Morgen vom Morgen-Verlag herausgegeben. Als illustrierte Wochenendbeilage und Fotomagazin des Wiener Tags erschien Der Sonntag.
Seit 1926 war die Tag AG Teil der Vernay AG.
Von Ende der 20er Jahre bis in den Austrofaschismus bot Der Tag kulturpolitischen Stimmen die Möglichkeit veröffentlicht zu werden, die wenig später ins Exil getrieben wurden. Beispiele hierfür sind etwa Jura Soyfer oder Richard Götz. Erster Kritiker, vor allem in Theaterfragen, war Oskar Maurus Fontana, der aufgrund seiner Kritik am Nazi-Regime in Deutschland bereits auf der Liste schädlichen Schrifttums stand.
Im Austrofaschismus verlagerte Der Tag seinen Fokus auf außenpolitische Themen, um einer Einstellung zu entgehen. Die Zeitung nähert sich daher immer mehr einer offiziösen Zeitung an.
Die letzte Ausgabe der Zeitung erschien am 12. März 1938, dem Tag des „Anschlusses“. Daraufhin schlossen die Nationalsozialisten die Redaktion, und die Zeitung wurde verboten. Die Redakteure Maximilian Schreier, Vincenz Ludwig Ostry und Rudolf Kalmar wurden von der Gestapo verhaftet und nach Deutschland in KZ Weimar-Buchenwald deportiert, Hans Oplatka war nach Prag geflohen.

## Organisation der Zeitung (1937)
- Herausgeber: Der Tag Verlag AG
- Hauptschriftleiter: Vincenz Ludwig Ostry
- Schriftleiter für Sachartikel: Rudolf Kalmar
- verantwortlicher Schriftleiter: Andreas Hemberger
- Wirtschaft: Karl Grenzer
- Beilage Der Sonntag: Hans Oplatka (ab 1934)